# El misterio Eva Perón
 El misterio Eva Perón es una película documental de montaje de Argentina en blanco y negro y en colores dirigida por Tulio Demicheli sobre su propio guion escrito en colaboración con Emilio Villalba Welsh que se estrenó el 18 de junio de 1987 y que tuvo el título alternativo de No llores por mí, Argentina.

## Sinopsis
Se trata de un documental  de montaje que incluye el realizado en colores sobre los funerales de Eva Perón por Edward Cromgraje por encargo del gobierno de Perón, titulado Y la Argentina detuvo su corazón.

## Narradores
- Liliana Florentino
- Carlos Román

## Los guionistas
El director y guionista argentino Tulio Demicheli (1914-1992) tuvo una prolongada trayectoria artística; se inició profesionalmente en Argentina, de donde debió partir al exilio durante el gobierno peronista por razones políticas, y luego en México y en Europa.     
Emilio Villalba Welsh (1906-1992) fue un escritor y guionista de cine. En el número del 30 de julio de 1946, publicó en la revista Cascabel de la que era director, una nota señalando que el general Albariños había sido designado nuevo presidente de YPF teniendo pendiente un proceso "con motivo de haber ingresado a su cuenta particular una importante donación que hiciera el Jockey Club de La Plata en la época en que el mismo desempeñaba el cargo de interventor en Buenos Aires"; por esta nota Villalba Welsh fue procesado y posterior condenado por desacato por considerar el juez que esas expresiones constituían “una ofensa a la dignidad y decoro de la persona que ejerce el Poder Ejecutivo de la Nación, general D. Juan Domingo Perón, porque aquellas implican que el titular de dicho poder procede con ligereza y despreocupación de elementales reglas de ética y legales cuando designa funcionarios en los altos cargos de la administración".

## Comentarios
Paraná Sendrós en Ámbito Financiero escribió:

«El más completo objetivo documental sobre Eva Perón.»

Leo Sala en Diario Popular dijo:

«Debería ser vista por todo el mundo.»

Fernando Ferreira en La Razón opinó:

«…es interesante como film de montaje aunque una vez más es aquí válido repetir aquello de que si la historia la escriben los que ganan eso quiere decir que hay otra historia.»